# Lepidobrya
Genre
Lepidobrya est un genre de collemboles de la famille des Entomobryidae.

## Distribution
Les espèces de ce genre se rencontrent en Océanie.

## Liste des espèces
Selon Checklist of the Collembola of the World (version du 12 septembre 2019) :
- Lepidobrya mawsoni (Tillyard, 1920)
- Lepidobrya mitchelli (Womersley, 1934)
- Lepidobrya thalassarchia Salmon, 1949
- Lepidobrya violacea Salmon, 1949

## Publication originale
- Womersley, 1937 : Collembola. Report British Australian New Zealand Antarctic Research Expedition, sér. B, vol. 4, p. 1-7.